# 小行星8095
小行星8095（英語：8095）是一颗围绕太阳公转的小行星。1992年11月18日，上田清二、金田宏在钏路市发现了此天体。
这颗小行星的绝对星等为278.0126799879374等。